# I'm Outta Love
I'm Outta Love è il brano musicale di debutto della cantautrice statunitense Anastacia pubblicato nel 2000, estratto dal suo primo album Not That Kind. Scritto da Anastacia, Sam Watters e Louis Biancaniello.

## Descrizione

### Antefatti
Dopo la sua apparizione allo show televisivo MTV The Cut incontra il dirigente della Epic Records, David Massey, che le offre un contratto discografico con la sua etichetta Daylight Records nel marzo 1999.
Per il suono del suo album di debutto Not That Kind, Anastacia immagina "qualcosa in stile funky, Sly and the Family Stone". Massey sentiva che sarebbe stato difficile trovare una canzone che reggesse la sua voce massiccia, consulta Sam Watters del gruppo R&B Color Me Badd per lavorare su "una grande canzone per una grande voce, una specie di I Will Survive ma con più sostanza."
Nel giro di tre o quattro giorni, Watters presenta una demo di I'm Outta Love nella sua prima forma. Dopo averla ascoltata, Anastacia accetta di lavorarci ulteriormente insieme a Watters e al co-produttore Louis Biancaniello.

### Composizione
Scritta nella tonalità di Si♭ dorico con un tempo di 119 BPM, la strumentazione di I'm Outta Love presenta un synth bass, chitarra e tastiere. La sequenza principale di accordi è Si♭m–Fa–La♭–Mi♭ e si sviluppa dal 19º secondo, dopo un'introduzione di diversi suoni ritmici di tastiera e synth, che è omessa nella versione radiofonica. Questa progressione di accordi costituisce la maggior parte della canzone tranne la riga finale delle strofe e del ritornello, in cui cambia in Si♭m–Fa–Sol♭–Fa. Nel secondo e terzo ritornello, Anastacia ricorre a varie improvvisazioni. La canzone termina con una dissolvenza in chiusura.
In un'intervista in cui si discuteva dello sviluppo della canzone, Anastacia rivela di aver adottato l'approccio di Massey mentre la scriveva, puntando a un brano stile It's Raining Men e I Will Survive, "una canzone che ti faccia muovere e ti renda felice".

### Temi trattati
Rispondendo a una domanda nel programma musicale britannico Later... con Jools Holland riguardo al fatto che questa canzone parlasse di qualcuno in particolare, Anastacia risponde:
Il testo rispecchia il carattere deciso della cantautrice che usa parole motivazionali per descrivere la fine di una relazione e incoraggia l'ascoltatore a riprendere in mano la propria vita lasciandosi il passato alle spalle. Tuttavia dichiara di aver scritto il testo in un periodo felice della sua vita di coppia:
Un'analisi più approfondita del testo rivela una storia complessa di forza e autorealizzazione, sullo sfondo di un ritmo disco pieno di sentimento. La canzone racchiude un viaggio dalla vulnerabilità all'emancipazione. Con la precisione di un chirurgo e il talento di un poeta, Anastacia seziona gli strati del suo dolore e, nel frattempo, crea un inno all'indipendenza.

#### Il potere interiore: una saga di resilienza emotiva[16]
Sotto il ritmo contagioso di I'm Outta Love, Anastacia racconta la storia di qualcuno che riprende la propria vita dalle ombre di un amore che ha vacillato sulle sue promesse. Non è solo la fine di una relazione di cui sta cantando; è una dichiarazione di rinascita. Il brano trasforma l'ascoltatore in testimone di una metamorfosi, dove il protagonista della canzone si libera dalle catene della dipendenza e risorge. Non è semplicemente un addio a un partner, ma un addio a un sé precedente e un saluto alla promessa di un futuro autosufficiente.

#### Set Me Free: il ritornello che diviene un proclamo di emancipazione[16]
"Set me free", il ritornello pulsante della canzone, non è una supplica; è un comando. L'artista non chiede la liberazione, la esige. È un momento potente di autorealizzazione, con cui gli ascoltatori possono non solo immedesimarsi, ma anche interiorizzare. Mentre la melodia si diffonde verso l'alto, è facile immaginarla come la colonna sonora di innumerevoli individui che trovano il coraggio di fuggire dalle proprie prigioni metaforiche, che si tratti di relazioni tossiche o limitazioni autoimposte.

#### Il significato nascosto dietro la ribellione sinfonica[16]
Mentre in superficie la canzone è una fuga dalla disillusione romantica, c'è uno strato secondario in cui I'm Outta Love diventa un'ode all'indipendenza personale. In questi testi si cela un messaggio più ampio che affronta tutte le forme di amore che soffocano la crescita. Le parole di Anastacia risuonano in chiunque si sia mai sentito intrappolato da aspettative, norme o persino dalla propria paura del cambiamento. È una rivolta poetica contro qualsiasi forza che tenti di tarpare le ali del proprio spirito.

#### Frasi memorabili che riecheggiano nel tempo[16]
"Non ho più lacrime da piangere e non ce la faccio più", questa frase colpisce duramente con cruda onestà e universalità. Anastacia cattura un punto di svolta, dove il dolore non si indebolisce ma alimenta invece la determinazione a guarire e andare avanti. Molti cuori spezzati trovano conforto nel sapere che il dolore non è infinito e che arriva un momento in cui il pozzo delle lacrime si prosciuga, a indicare che è giunto il momento di lasciarsi la sofferenza alle spalle.

#### Trovare la forza nella vulnerabilità[16]
Un magistrale accostamento è al centro di I'm Outta Love; la vulnerabilità ammessa da Anastacia in tutta la canzone è la fonte stessa della nuova forza che professa. È una presa di coscienza incoraggiante, la vulnerabilità non equivale a debolezza. Piuttosto, è nell'ammissione dei veri sentimenti e nell'accettazione delle proprie debolezze che nasce la vera forza: un inno per coloro che si trovano a un bivio di decisione, la canzone serve a ricordare che a volte l'atto più coraggioso che si possa compiere è semplicemente lasciarsi andare.
(I'm Outta Love)

## Accoglienza
Il singolo viene pubblicato il 29 febbraio del 2000, ottiene un successo planetario posizionandosi al primo posto nelle classifiche di quasi tutto il mondo. Trascina la carriera e l'album della cantante ai vertici delle classifiche in Europa, Oceania, Africa e Asia.
I'm Outta Love viene lodato dalla critica musicale contemporanea. William Ruhlmann di AllMusic ha definito la canzone un "elemento aggressivo da pista da ballo" e aggiunge: "nel momento in cui apre bocca inizia a ricordarti altri cantanti, in particolare Aretha Franklin." Michael Paoletta, editore della rivista Billboard, dichiara: I'm Outta Love è un viaggio sonoro [...] che si muove e parla con uno spirito tutto suo".
Elton John durante un'intervista alla BBC dichiara:
Il consigliere delegato della Epic Records Jorg Hacker rivela:
Il brano fa vincere ad Anastacia numerosi premi, tra i più importanti, un MTV Europe Music Awards per "Miglior artista Pop" e due World Music Awards nelle categorie, "Miglior artista emergente" e "Artista dell'anno con maggiori vendite al mondo".
L'artista in un'intervista per Billboard parla del successo del brano:

## Video musicale

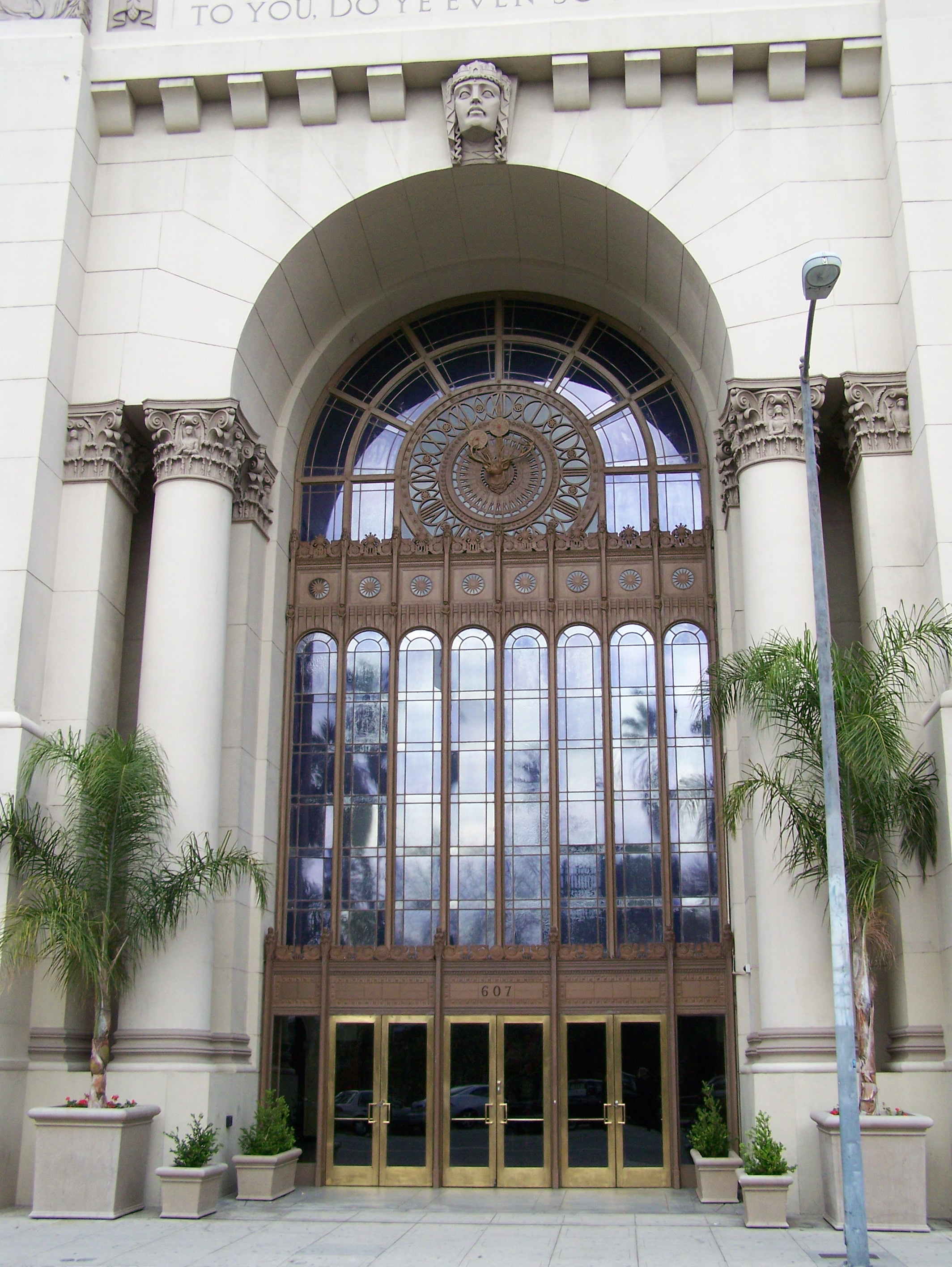
Il Park Plaza Hotel in stile Art Decò dove è stato girato il video di I'm Outta Love.

Il video musicale di I'm Outta Love, diretto da Nigel Dick e coreografato da Robin Antin, è stato girato tra il 9 e il 10 ottobre 1999 al Park Plaza Hotel di Los Angeles, California. Dick aveva precedentemente girato il video di "Welcome to the Jungle" (1987) dei Guns N' Roses nello stesso luogo.
Molti pensano di star ascoltando la voce di una grassa donna nera, ma all'uscita del videoclip del singolo rimangono tutti esterrefatti in quanto "avevano davanti ai loro occhi una minuta ragazza bianca e bionda".
Massey dichiara per Billboard:
La canzone ha anche generato un video remix ufficiale per Hex Hector Radio Mix, che include alcune scene nuove ed altre estese.

### Sinossi
Il video inizia con Anastacia in penombra, mentre cammina in un tunnel sotterraneo con addosso un cappotto lungo e i suoi occhiali da vista. Si dirige in un camerino, dove insieme ai suoi coristi, si prepara per un'esibizione sul palco.
Durante i primi 38 secondi, Anastacia si mostra in ombra, una siluette scura che si confonde tra coristi e ballerini neri per enfatizzare quella che lei e Massey chiamano la "gag", illudendo gli ascoltatori che quella voce stia provenendo da una donna nera, immagine che fino ad allora le veniva attribuita.
Dal 39º secondo si accendono le luci sul palco, i riflettori illuminano la carnagione lattea di Anastacia ed inizia la sua esibizione davanti alla folla. Porta i suoi caratteristici occhiali da vista dalle lenti arancioni e indossa il completo rosso, composto da pantalone e crop top, diventato emblema della moda anni 2000.
Durante l'esibizione, un uomo (Johannes Brugger) fra il pubblico, ammaliato da Anastacia, trascura la sua ragazza (Kristy Hoffman) a favore dello spettacolo. La ragazza si mostra innervosita e dopo averlo affrontato se ne va.
Al minuto 02:40 l'uomo scrive il suo numero di telefono su un pezzo di carta poggiandosi sulla schiena di una comparsa, ovvero l'attore statunitense Shawn Woods, compagno di Anastacia dal 1994. Dopo lo spettacolo l'uomo va a cercare Anastacia. La trova nel backstage mentre parla con alcuni suoi amici, le consegna il pezzo di carta con il suo numero e spera in un risvolto positivo. Anastacia legge velocemente e si allontana dall'uomo, disgustata dalla lettura. Ripercorre il tunnel sotterraneo mentre strappa il biglietto e lo getta a terra.

## Tracce
7" single
1. I'm Outta Love – 4:02
2. Baptize My Soul – 4:13

Australian CD maxi single
1. I'm Outta Love (Radio Edit) – 3:49
2. I'm Outta Love (Hex Hector Radio Edit) – 4:04
3. I'm Outta Love (Matty's Too Deep Mix) – 9:28
4. I'm Outta Love (Hex Hector Main Club Mix) – 8:00
5. I'm Outta Love (Ron Trent's Club Mix) – 8:33
6. Baptize My Soul – 4:13

Austrian CD single
1. I'm Outta Love (Album Version) – 4:02
2. I'm Outta Love (Matty's Too Deep Mix) – 9:28

Brazilian promo maxi single
1. I'm Outta Love (Album Version) – 4:02
2. I'm Outta Love (Hex Hector Radio Mix) – 4:02
3. I'm Outta Love (Hex Hector Main Club Mix) – 7:59
4. I'm Outta Love (Hex Hector Dub) – 8:33
5. I'm Outta Love (Matty's Soulflower Mix) – 5:57
6. I'm Outta Love (Matty's Too Deep Mix) – 9:30
7. I'm Outta Love (Matty's Deep Dub)
8. I'm Outta Love (Ron Trent's Club Mix) – 8:33

European CD single
1. I'm Outta Love (Album version) – 4:02
2. I'm Outta Love (Hex Hector Radio Mix) – 4:02

European promo CD single
1. I'm Outta Love (Radio Edit) – 3:49

European CD maxi single
1. I'm Outta Love (Album Version) – 4:02
2. I'm Outta Love (Matty's Too Deep Mix) – 9:28
3. I'm Outta Love (Hex Hector Main Club Mix) – 7:59
4. I'm Outta Love (Hex Hector Radio Mix) – 4:02

UK 12" promo single
1. I'm Outta Love (Rhythm Masters Vocal Mix) – 6:51
2. I'm Outta Love (Rhythm Masters Vocal Dub) – 6:33
3. I'm Outta Love (Ron Trent's Club Mix) – 8:33

UK CD maxi single
1. I'm Outta Love (Radio Edit) – 3:49
2. I'm Outta Love (Rhythm Masters Vocal Mix) – 6:51
3. I'm Outta Love (Ron Trent's Club Mix) – 8:33
4. I'm Outta Love (Video)

US 12" maxi single
1. I'm Outta Love (Hex Hector Main Club Mix) – 7:59
2. I'm Outta Love (Hex Hector A Capella) – 3:57
3. I'm Outta Love (Hex Hector Dub) – 8:33
4. I'm Outta Love (Hex Hector Radio Edit) – 4:04

U.S. CD single
1. I'm Outta Love (Album version) – 4:02
2. I'm Outta Love (Hex Hector Radio Mix) – 4:02
3. Baptize My Soul – 4:13

## Remix ufficiali
- Hex Hector A Capella – 3:57
- Hex Hector Dub – 8:40
- Hex Hector Main Club Mix – 7:58
- Hex Hector Radio Edit – 4:02
- Hex Hector Mixshow Edit – 6:15
- Hex Hector Unreleased Club Mix (campione; inedito) – 2:43
- Matty's Too Deep Mix – 9:30
- Matty's Deep Dub - 9:29
- Matty's Soulflower Mix – 5:57
- Ron Trent's Club Mix – 8:32
- Sleaze Sisters Anthem Mix (inedito) – 10:00
- Eddie Baez Mix (inedito) – 3:27
- Matt & Vito Mix (inedito) – 10:07
- Matt & Vito Radio Edit (inedito) – 4:23
- Rhythm Masters Vocal Mix – 6:51
- Rhythm Masters Vocal Dub – 6:33
- Carstn & Nicolas Haelg Remix – 3:17
- Jeh & Vmc Remix – 6:00
- Big Fish – 4:19

## Formazione
Musicisti
- Anastacia – voce, cori
- Louis Biancaniello – tastiere, batteria, programmazione, produzione
- Vernon Black – chitarre
- Sam Watters – cori, batteria, produzione

## Classifiche
| Classifica (2000/01)    | Posizione massima |
| ----------------------- | ----------------- |
| Australia               | 1                 |
| Austria                 | 3                 |
| Belgio (Fiandre)        | 10                |
| Belgio (Vallonia)       | 1                 |
| Brasile                 | 12                |
| Canada                  | 11                |
| Danimarca               | 8                 |
| Europa                  | 1                 |
| Francia                 | 2                 |
| Germania                | 6                 |
| Giappone                | 69                |
| Irlanda                 | 2                 |
| Italia                  | 2                 |
| Norvegia                | 4                 |
| Nuova Zelanda           | 1                 |
| Paesi Bassi             | 3                 |
| Portogallo              | 5                 |
| Spagna                  | 8                 |
| Svezia                  | 15                |
| Svizzera                | 2                 |
| Regno Unito             | 6                 |
| Repubblica Ceca         | 4                 |
| Ungheria                | 2                 |
| Stati Uniti             | 92                |
| Stati Uniti (Dance)     | 2                 |
| Stati Uniti (Hot Dance) | 11                |

### Classifiche di fine anno
| Classifica (2001) | Posizione |
| ----------------- | --------- |
| Australia         | 1         |
| Italia            | 1         |
| Austria           | 28        |
| Belgio (Fiandre)  | 40        |
| Belgio (Vallonia) | 8         |
| Europa            | 4         |
| Francia           | 6         |
| Nuova Zelanda     | 1         |
| Svizzera          | 4         |